# Sendmail
Sendmail — один з найстаріших агентів передачі пошти (MTA — mail transfer agent). Програма розробляється Sendmail Inc. та розповсюджується безплатно разом з сирцевим кодом. Існують версії програми для практично всіх операційних систем і апаратних платформ. 
Delivermail, програма, яка послужила основою для sendmail, була створена в 1979 і йшла в комплекті з 4.0 і 4.1 BSD і дещо пізніше дороблена Еріком Оллманом (Eric Allman). 
Sendmail вперше був включений до складу 4.1c BSD (перша версія BSD, в яку був включений стек протоколів TCP/IP).

## Поширеність
На початку 2011 року сервіс SecuritySpace провів автоматизоване опитування більш ніж мільйона поштових серверів. У результаті були виявлені наступні показники: на 37.93% серверів використовується Exim, на 22.10% — Postfix, на 15.95% — Microsoft Exchange, на 14.47% — Sendmail. Що стосується тенденцій, то останні кілька років спостерігається стійке зниження частки Microsoft Exchange і Sendmail, які були лідерами, аж до 2008 року.  Місце Exchange і Sendmail потроху займають Exim і Postfix.
У 2009 році компанія Veracode, розробник одної з провідних платформ управління та аналізу факторів ризику, надала поштовому серверу Sendmail вищий ступінь безпеки і захищеності операцій. Щоб отримати дану оцінку, Sendmail був протестований на відповідність таким промисловим стандартам, як OWASP Top 10 і SANS-CWE Top 25. Система тестування Veracode дозволяє гарантувати легкий і швидкий пошук проблемних, з точки зору безпеки, ділянок коду.  До них належать як різного роду вразливості, так і навмисне запрограмовані «лазівки» і віруси.
Восени 2013 компанія Proofpoint, відома розробкою хмарних сервісів для фільтрації, захисту та ведення архіву електронної пошти, оголосила про покупку за 23 млн доларів компанії Sendmail Inc, яка розробляла однойменний MTA. Компанія Proofpoint зацікавлена в активному продовженні розвитку Sendmail і використовує цю систему у своєму продукті Proofpoint Enterprise Protection, призначеному для захисту підприємств від поширення шкідливого ПЗ, фішингу та спаму. За заявою Proofpoint, окрім розвитку заснованих на Sendmail комерційних продуктів, компанія також у повному обсязі продовжить розробку і підтримку відкритої версії Sendmail.

## Виноски
1. ↑  Mail (MX) Server Survey. Архів оригіналу за 11 лютого 2012. Процитовано 4 жовтня 2013.
2. ↑  Почтовый сервер Sendmail удостоился 'A' рейтинга безопасности. Архів оригіналу за 12 листопада 2012. Процитовано 22 квітня 2013.
3. ↑  Proofpoint, Inc. Acquires Sendmail, Inc. Архів оригіналу за 4 жовтня 2013. Процитовано 4 жовтня 2013.
4. ↑  Proofpoint поглотил компанию-разработчика Sendmail [Архівовано 4 жовтня 2013 у Wayback Machine.] // opennet.ru 03.10.2013